# Páring-hegység
A Páring-hegység (románul: Munții Parâng) a Déli-Kárpátok második legmagasabb hegysége (a Fogarasi-havasok után), Romániában, Hunyad megye, Vâlcea megye és Gorj megye határán, a Zsil folyó völgyétől keletre. Legmagasabb csúcsa a Nagy-Páring (2519 m).

## Domborzat

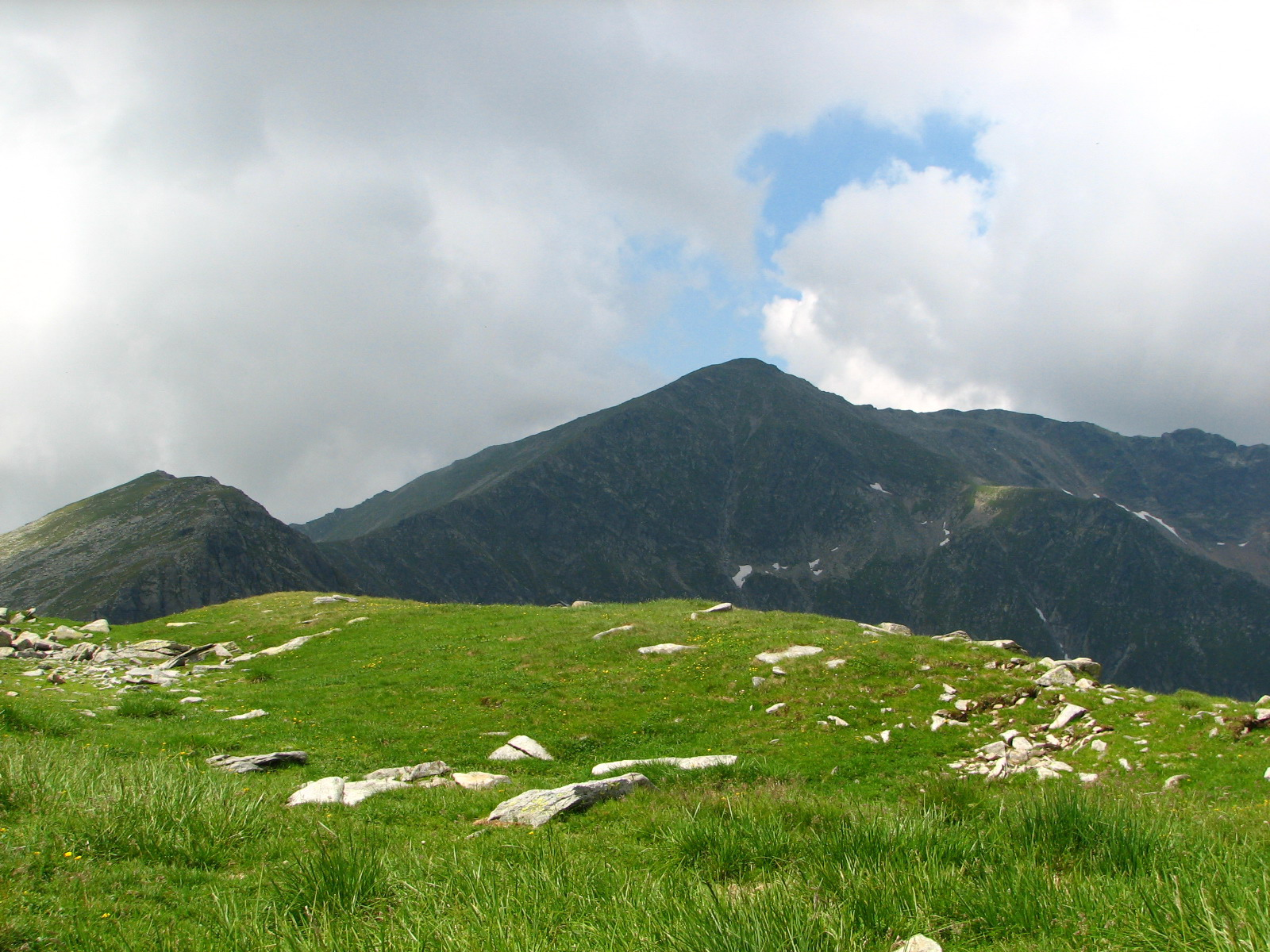
Nagy-Páring (2519 m)

A Páring-hegység 1100 km² területet foglal el. A W alakú főgerince kelet-nyugat irányú, 33 km hosszú.A főgerinc csúcsai: Kis-Páring (2074 m), Cârja (2405 m), Stoienița (2421 m), Gemănarea (2426 m), Nagy-Páring (2519 m), Gruiul (2345 m), Paclesa (2335 m), Ieșul (2375 m), Coasta lui Rus (2301 m), Kis-Szetea (2278 m), Nagy-Szetea (2365 m), Pleșcoaia (2250 m), Mohorul (2337 m), Jézer (2157 m), Urdele (2228 m), Dengherul (2069 m), Păpușa (2136 m), Cioara (2123 m), Galbenul (2137 m), Musetoaia (2058 m), Micaia (2170 m). A főgerinc 1650 méterre alacsonyodik le a Kapacina-hegység találkozásánál.

## Éghajlat
A Kárpátok magashegységeire jellemző éghajlat uralkodik a Páring-hegységben is. Megfigyelhető a különbség az északi és a déli oldal között. A déli oldal melegebb éghajlata hatására a lombhullató erdők 1400 m-ig felérnek. 1850 méter magasság felett az évi átlaghőmérséklet 0 °C alá esik, az éves hőmérsékleti ingadozás 18 °C alá, a fagyos napok száma 250 és 265 közötti.
Az uralkodó szél nyugati, északnyugati. A hegycsúcsokon gyakran eléri az 5-6 m/s sebességet, télen a 9 m/s-ot, legnagyobb érték 40-55 m/s is lehet. Gyakori a köd, a felhős időjárás és a csapadék. A magasabb részeken a hótakaró 180-200 napig tart, a védett helyeken vastagsága elérheti a 7-8 métert, amely több évig sem olvad el.
1850 méter alatt a júliusi átlaghőmérséklet 18 és 20 °C közötti, a januári -5 és -6 °C között. A fagyos napok száma 150, télen is bekövetkezhet hirtelen olvadás. A tavaszi átlaghőmérséklet 2-4 °C, hidegebb mint az őszi.

## Közlekedés
A hegységben halad a Szászsebes és Novaci között a DN67C főút (Transalpina).

## Képek

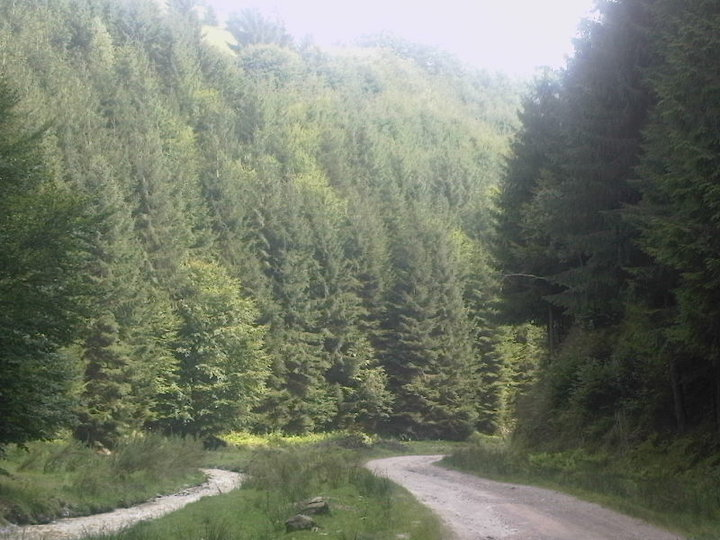
Páring-hegységi erdő
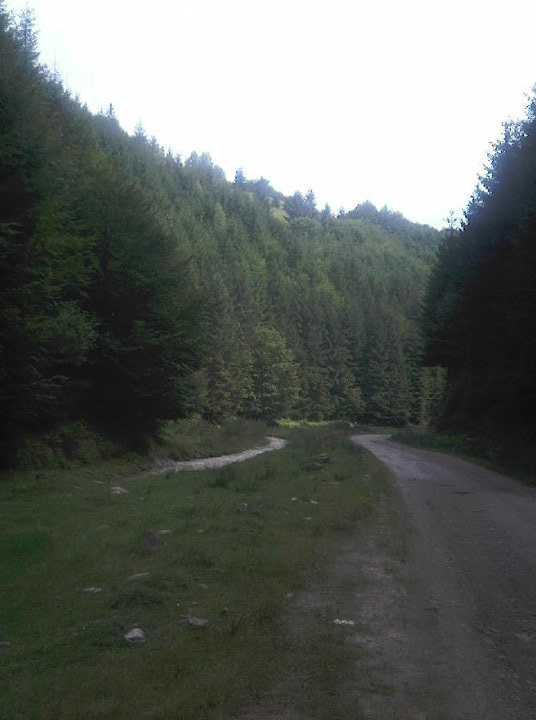
Erdőbe vezető út
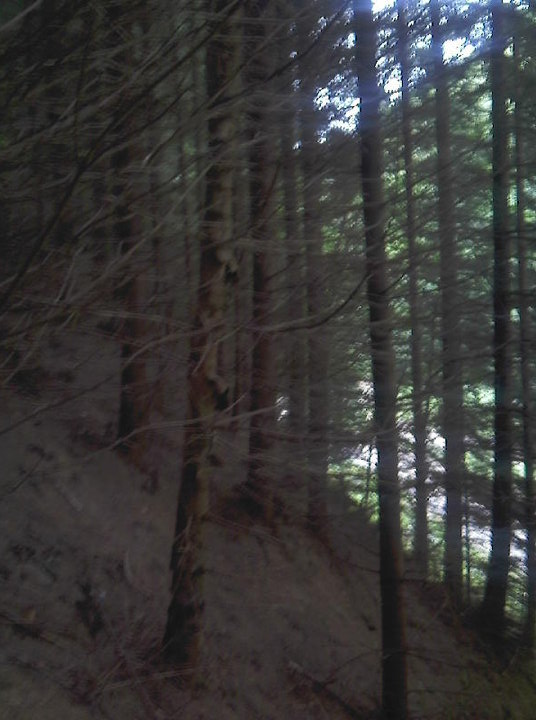
A lucfenyők között
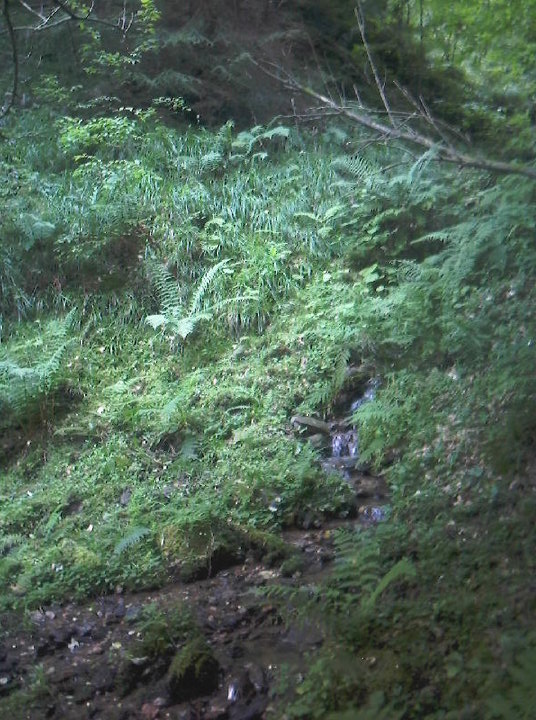
Erdő aljnövényzete egy patakkal a Páring-hegységben
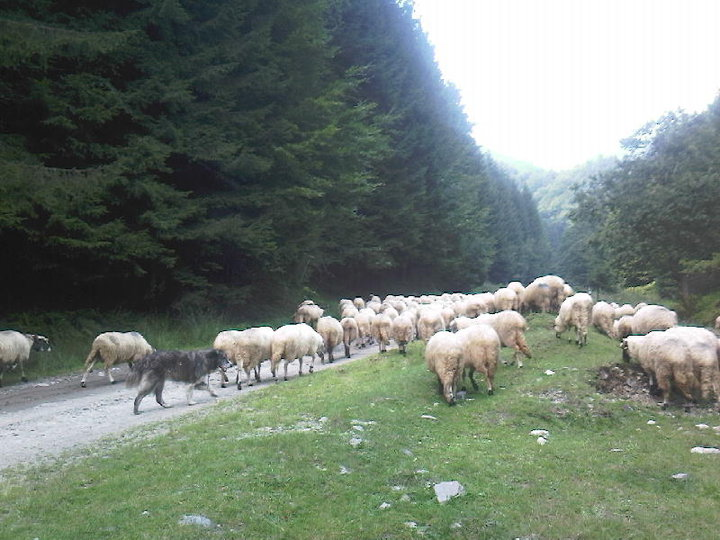
Páring-hegységi táj juh nyájjal és juhászkutyával
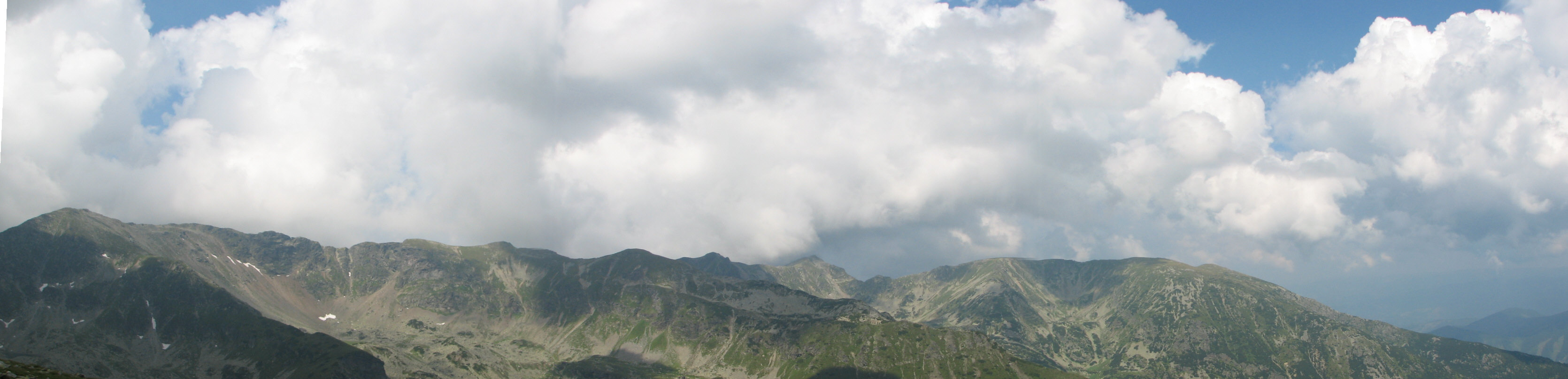
A Páring-hegység a Ieșu-csúcsról (2373 m)

## Külső hivatkozások
- Turistatérkép (románul)
- Térkép[halott link]
- Rövid bemutató film a Transalpina útról. Youtube, 2020. június 8.